# Sei Musam Kendit
Sei Musam Kendit is een bestuurslaag in het regentschap Langkat van de provincie Noord-Sumatra, Indonesië. Sei Musam Kendit telt 1544 inwoners (volkstelling 2010).